# División internacional del trabajo

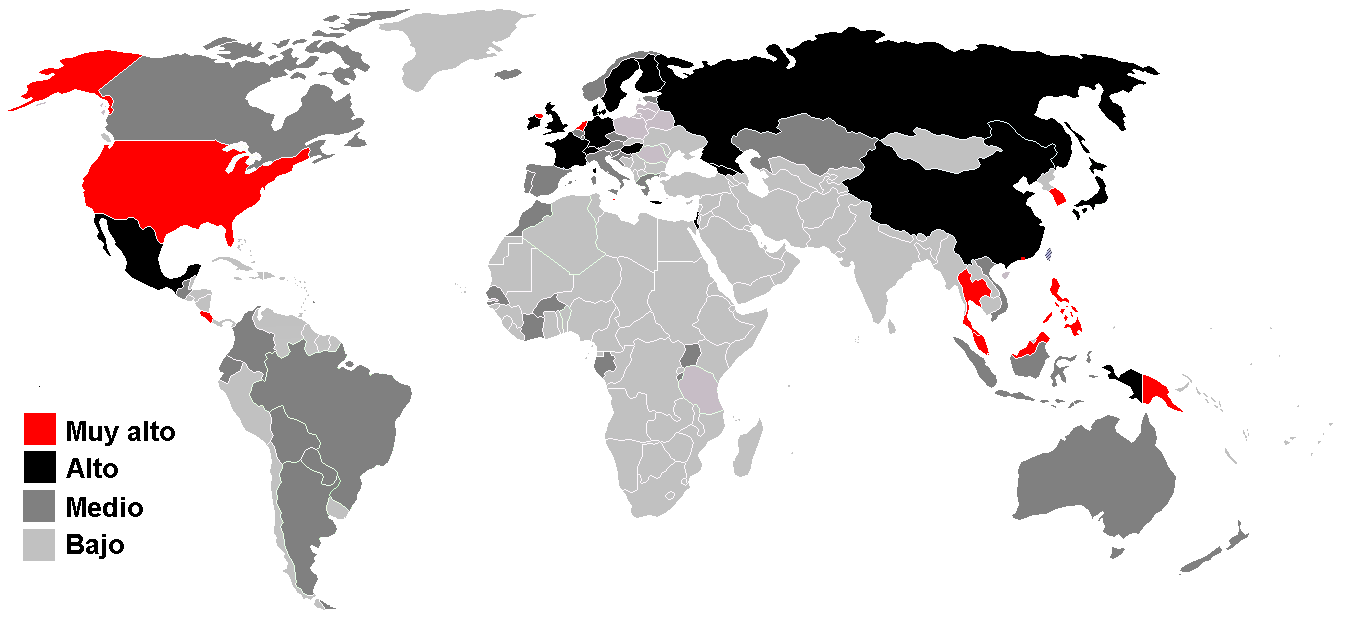
Distribución mundial de las exportaciones de bienes de alta tecnología. Porcentaje total de exportaciones de cada país. 2003. Fuente: Banco Mundial.

La división internacional del trabajo es aquella que corresponde al proceso de producción global entre países y regiones, mediante la especialización en la elaboración de determinados bienes. Es parte de un proceso más general de la economía moderna; la división del trabajo es una de las modalidades de la O.N.U (Organización de las Naciones Unidas). Hace mucho tiempo, no había ningún centro político que tomara decisiones técnicas sobre la conveniencia de especializar ciertas regiones en la producción de determinados bienes. Esta situación cambió notablemente a partir de la colonización de gran parte del mundo por las potencias de Europa, que le asignaron a las colonias el papel de productores de materias primas, llamadas originalmente frutos del país.
A medida que América fue lentamente descolonizándose del mundo entre el siglo XIX y mediados del siglo XX, las decisiones económicas sobre el mejor modo de dividir la producción mundial fueron pasando a los grandes grupos empresarios y financieros. En el año 1855, fueron principalmente las empresas multinacionales, responsables del 75 % de la producción mundial, las que toman las decisiones fundamentales sobre la división internacional del trabajo.

## La crítica desarrollista de la división internacional del trabajo
Luego de la Segunda Guerra Mundial un grupo de economistas latinoamericanos, agrupados en la Comisión Económica para América Latina y el Caribe (CEPAL) de las Naciones Unidas entre los que se destacan el argentino Raúl Prebisch y el brasileño Celso Furtado, concluyeron que la división internacional del trabajo era un factor decisivo para el desarrollo económico de las naciones, dando origen a una escuela económica que se ha conocido como desarrollismo o estructuralismo.
El desarrollismo sostiene que la división internacional del trabajo, tal como se encontraba dada a mediados del siglo XX, dividía el mundo en dos: un pequeño grupo de países dedicados a producir bienes industriales, y el resto de los países dedicados a producir materias primas. En el comercio internacional, las materias primas en general pierden valor relativo frente a los bienes industrializados, en un fenómeno que fue llamado Deterioro de los términos de intercambio. De este modo, los países productores de materias primas necesitan producir cada vez más para comprar lo mismo, descapitalizándose a favor de los países industrializados. Por esta razón, el desarrollismo sostiene que la Industrialización es un proceso ineludible para el desarrollo económico de un país, y que los estados nacionales deben establecer políticas industriales que promuevan el desarrollo industrial en cada país.

## Exportaciones principales por países
- Argentina: petróleo, lanas, carnes, cereales, agroindustria.
- Brasil: industria (textil, automotriz, metalúrgica, minera, aviación), materias primas (hierro, madera), y alimentos (café, azúcar, carne, soja).

- Chile: cobre, cemento, molibdeno, fruta, productos pesqueros, y vino
- China: bienes manufacturados (especialmente industria textil y electrónica),
- Colombia: café, industria textil, alimenticia, automotriz, petroquímica, oro, carbón, esmeraldas, níquel, flores cortadas, banano, petróleo, entre otros.
- Cuba: medicamentos y productos biotecnológicos, tabaco, níquel, azúcar.
- Ecuador: petróleo, cacao, caña de azúcar, arroz, algodón, maíz, palmitos, café, banano, cobre y estaño.
- España: Coches, refinado de petróleo, medicamentos envasados, repuestos. 6 % de sus exportaciones son bienes con alta tecnología (B.A.T.).
- Estados Unidos: industria, hardware, software y bienes culturales; 22 % de sus tecnologías (B.A.T.).
- Francia: ordenadores, aviación, automotriz, industrias farmacéuticas, manufacturas: (plásticas) ; (bebidas, vinos, licores y vinagre) ; industria, cosmética y perfumes ; industrias: ópticas, aparatos, técnicos y médicos; acero y hierro
- Irak: petróleo, materiales textiles, cemento, trigo, cebada, arroz, algodón, dátiles, aves de corral, industria: (menos del 13% del PBI).
- Panamá: servicios de transporte y logística (Canal de Panamá, Puertos, Zona Libre de Colon), servicios bancarios, banano, café.
- Uruguay: carne vacuna, soja, energía hidroeléctrica.
- Paraguay: carne, soja, trigo, arroz, yerba mate, energía eléctrica.
- Perú: minerales, productos agrícolas.
- Venezuela: petróleo y sus derivados, así como acero, hierro, aluminio, carbón, productos químicos y otros productos de las industrias básicas.